# Ratzmann (Orgelbauer)
Ratzmann ist eine deutsche Orgelbauerfamilie des 19. und frühen 20. Jahrhunderts, die in Thüringen und Hessen etwa 170 Orgeln schuf.

## Familien- und Firmengeschichte
Aus drei Generationen sind folgende sieben Orgelbauer bekannt:
- Georg Franz Ratzmann war der Begründer der Orgelbauerfamilie.

Er war der Vater von:
- Johann Friedrich Heinrich Ratzmann und
- Johann Heinrich Ludwig Ratzmann und
- Wilhelm August Ratzmann

Letzterer war der Vater von:
- Jean Ratzmann und
- Wilhelm Ratzmann und
- Anton August Ratzmann

Georg Franz Ratzmann (auch: Franz Georg Ratzmann) (* 1771 in Cumbach; † 5. Mai 1846 in Ohrdruf) begründete eine Orgelbauerdynastie über drei Generationen. Er ließ sich 1792 als Orgelbauer im thüringischen Ohrdruf nieder, wo er in eine Schreinerei einheiratete. Drei seiner sechs überlebenden Kinder erlernten ebenfalls den Orgelbau. Zu seinen Schülern zählte auch Ernst Sauer. Der drittälteste Sohn (Johann Heinrich) Ludwig (* 7. Mai 1804 in Ohrdruf; † 25. Februar 1875 in Ohrdruf) führte 1846 die Ohrdrufer Werkstatt fort. Dabei ging ihm offensichtlich sein Bruder Johann (Friedrich) Heinrich (* 23. Juni 1800 in Ohrdruf; † 30. Juli 1881 in Ohrdruf) zur Hand. Nach 1876 sind keine Werke mehr aus der Werkstatt nachgewiesen.

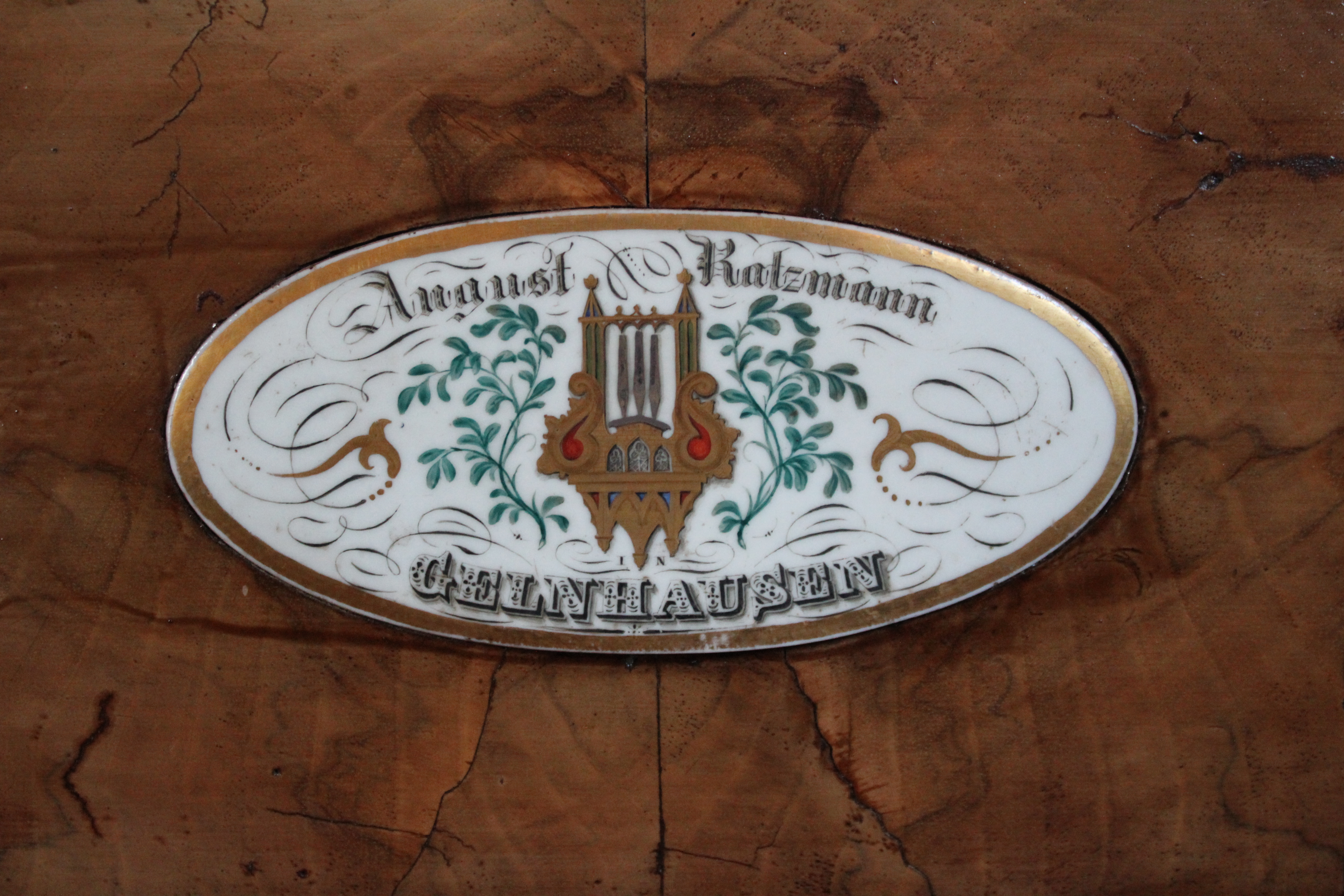
Firmenschild von August Ratzmann in Eichen (Nidderau), 1847

(Wilhelm) August Ratzmann (* 22. November 1812 in Ohrdruf; † 25. November 1880 in Gelnhausen) war der dritte Sohn von Georg Franz Ratzmann, der den Orgelbau erlernte. Im Zuge eines Orgelneubaus in der Bergkirche in Niedergründau übersiedelte er um 1839 nach Gelnhausen in der südöstlichen Wetterau. Er hatte dort die Tochter eines Gastwirts kennengelernt und heiratete diese im Jahr 1840. In Gelnhausen errichtete August Ratzmann etwa 1841 eine eigene Werkstatt und führte den Ratzmann-Orgelbau zu einer Blütezeit.
Drei der vier Kinder von August Ratzmann erlernten ebenfalls das Handwerk des Vaters und führten den Betrieb fort: Jean, Wilhelm und Anton August Ratzmann. Sie traten bis zum Tod des Vaters im Jahr 1880 nicht unter eigenem Namen auf. Friedrich Heinrich Ludwig (Jean) Ratzmann (* 7. Januar 1842 in Gelnhausen; † unbekannt) führte ein recht eigenständiges Leben, löste sich von seinen Brüdern und zog ab 1860 als Orgelbauer für zehn Jahre in Deutschland, der Schweiz und Australien herum, arbeitete zwischenzeitlich als freier Mitarbeiter bis mindestens 1879 für den väterlichen Betrieb. Mit wenig Erfolg hatte sich Jean Ratzmann um 1868 in Hanau-Kesselstadt selbstständig gemacht. 1882 arbeitete er bei Sauer in Frankfurt (Oder). Wilhelm Ratzmann (* 20. September 1846 in Gelnhausen; † 11. November 1911 in Gelnhausen) und Anton August Ratzmann (* 24. September 1852 in Gelnhausen; † 30. Juni 1928 in Gelnhausen) erlernten den Orgelbau unter anderem bei Johann Georg Förster in Lich und betrieben die väterliche Werkstatt nach dessen Tod unter dem Namen „Gebr. Ratzmann“ weiter. Wilhelm hatte auf seinen sechs Wanderjahren Kenntnis von neuen Techniken wie der Pneumatik im Orgelbau erlangt und war diesen Entwicklungen aufgeschlossen, während sein Bruder die bis dahin traditionellen Orgeltechniken bevorzugte.
Nach dem Tod von Wilhelm im Jahr 1911 kam es mit der Witwe zu Streitigkeiten über die Fortführung des Betriebs, der schließlich damit endete, dass die Witwe die Werkstatt an Richard Schmidt (* 18. April 1889 in Aubstadt; † 1951 Gelnhausen) verkaufte.
Richard Schmidt hatte bei Georg Friedrich Steinmeyer den Orgelbau erlernt. Unter seiner Leitung firmierte die Werkstatt unter dem Namen „W. Ratzmann, Orgelbauanstalt, Inh. Rich. Schmidt“. Sein Sohn Bernhard (* 31. Mai 1930 in Gelnhausen; † 10. Juni 2021 in  Gelnhausen) führte den Betrieb unter eigenem Namen fort. Seit 1994 wird er von Andreas Schmidt (* 1963 in Gelnhausen), einem Enkel Richards, geleitet.

## Werk
Von Georg Franz Ratzmann sind insgesamt 14 Werke nachgewiesen, darunter zwei dreimanualige (Arnstadt und Fulda). Seine Söhne erweiterten das Auftragsgebiet der Ohrdrufer Werkstatt. August Ratzmann schuf etwa 75 neue Instrumente und prägte die Orgellandschaft Hessen nachhaltig. Ab etwa 1870 wandte er sich vor allem der mechanischen Kegellade zu, ohne sich von der mechanischen Schleiflade abzuwenden. Unter seiner Leitung erlangte die Orgelwerkstatt überregionale Bedeutung. Den Gebr. Ratzmann gelang es, die erreichte Qualität fortzuführen. Um 1900 führten sie die pneumatische Kegellade ein. Bis 1921 entstanden 48 Orgelneubauten.

## Werkliste (Auswahl)

### Erste Generation (1792 bis 1846)

#### Georg Franz Ratzmann
| Jahr | Ort                      | Kirche                | Bild | Manuale | Register | Bemerkungen |
| ---- | ------------------------ | --------------------- | ---- | ------- | -------- | --- |
| 1802 | Reinholdshain (Glauchau) | Ev. Kirche            |      | I/P     | 11       | |
| 1814 | Ohrdruf                  | St. Trinitatis        |      | II/P    | 34       | |
| 1817 | Friedrichroda            | Sankt Katharina       |      | II/P    | 11       | 1874 durch Guido Knauf ersetzt, II/P 20 Neubau im historischen Gehäuse durch Rudolf Böhm, II/P 11 |
| 1819 | Wölfis                   | St. Crucis            |      | II/P    | 28       | |
| 1821 | Pessin                   | Dorfkirche Pessin     |      | I/P     | 12       | erbaut für die Dorfkirche Hötzelsroda, 2016 umgesetzt nach Pessin, 2016-2018 durch Eberswalder Orgelbauwerkstatt GbR restauriert                                                                                                  |
| 1825 | Töttelstädt              | St. Nikolai           |      | II/P    | 27       | |
| 1830 | Finsterbergen            | Dreifaltigkeitskirche |      | II/P    | 22       | |
| 1831 | Altenbergen              | Immanuelkirche        |      | II/P    | 27       | Durch Orgelbau Schönefeld, Stadtilm, 1999-2002 restauriert |
| 1836 | Schwabhausen (Thüringen) | Dreifaltigkeitskirche |      | II/P    | 19       | |
| 1837 | Schlüchtern-Niederzell   | Ev. Betsaal           |      | II/P    | 6        | Nach Bau der neuen Kirche wanderte die Orgel 1912 zunächst in das Lehrerseminar Schlüchtern. Nach dessen Auflösung kam sie 1928 nach Loheland bei Fulda, wo sie 2009 durch den Orgelbauer Andreas Schmidt abgebaut wurde. → Orgel |
| 1837 | Fulda                    | St. Blasius           |      | III/P   | 50       | Gehäuse und einige Register von Ratzmann erhalten; 1900 Umbau durch Franz Eggert und 2005 durch Johannes Klais Orgelbau |

### Zweite Generation (1846 bis 1876)

#### Johann Friedrich Heinrich und Johann Heinrich Ludwig Ratzmann
| Jahr | Ort      | Kirche          | Bild | Manuale | Register | Bemerkungen                                                                                                 |
| ---- | -------- | --------------- | ---- | ------- | -------- | --- |
| 1847 | Arnstadt | Barfüßerkirche  |      | III/P   | 38       | Vollendung der Orgel, die Georg Franz begonnen hatteProspekt erhalten, neues Werk von Sauer (1902, II/P 25) |
| 1851 | Dalherda | Kirche Dalherda |      | I/P     | 11       | erhalten |

#### Wilhelm August Ratzmann (1839 bis 1880)
| Jahr | Ort                     | Kirche                            | Bild | Manuale | Register | Bemerkungen |
| ---- | ----------------------- | --------------------------------- | ---- | ------- | -------- | --- |
| 1839 | Niedergründau           | Bergkirche                        |      | II/P    | 31       | Unter Mitwirkung von Georg Franz Ratzmann; seitenspieliger Spieltisch im Orgelgehäuse untergebracht; hölzerner Untersatz 32′; weitgehend erhalten                                                       |
| 1844 | Gelnhausen              | Lehrerseminar                     |      | I/P     | 7        | 1875 Umsetzung in den Betsaal in Bellings; Nachdem 1971 dort eine neue Kirche erbaut wurde, wurde die Orgel 1993 nach Gelnhaar verkauft, wo sie, durch Orgelbau Woehl restauriert, noch im Einsatz ist. |
| 1845 | Herrnhaag               | Evangelische Kirche Herrnhaag     |      | I/P     | 10       | Prospekt im Biedermeierstil; 6 Register erhalten |
| 1847 | Eichen (Nidderau)       | Ev. Kirche                        |      | II/P    | 19       | Prospekt und einige Register erhalten |
| 1849 | Hainstadt (Hainburg)    | St. Wendelinus                    |      | II/P    | 18       | 1961 abgebaut |
| 1850 | Appenheim               | Kath. Kirche                      |      | I/P     | 7        | |
| 1851 | Schwalheim              | Ev. Kirche                        |      | II/P    | 16       | 1928 von Förster & Nicolaus umgebaut |
| 1852 | Harxheim                | Simultankirche                    |      | I/p     | 6(8)     | Orgel wurde ursprünglich für Mühlheim am Main gebaut und 1880 nach Harxheim verkauft; zwei Schleifen sind leer, Pedal angehängt                                                                         |
| 1855 | Dorheim                 | Evangelische Johanniskirche       |      | I/P     | 12       | 7 Register erhalten |
| 1857 | Sinntal-Mottgers        | ev. Kirche                        |      | II/P    | 14       | Neubau nach Plan von Pfarrer A. Ehringhaus. 1976 Neubau durch Bernhard Schmidt mit nur einem Manual sowie nur 7 Registern                                                                               |
| 1863 | Sinntal-Schwarzenfels   | Ev. Kapelle in Burg Schwarzenfels |      | I/P     | 7        | Umbau durch Ratzmann in 1903 sowie durch Bernhard Schmidt in 1966. |
| 1865 | Seulberg                | Ev.-luth. Kirche                  |      | II/P    | 23       | |
| 1866 | Hohenzell (Schlüchtern) | Ev. Kirche                        |      | II/P    | 12       | Umbau in 1951 sowie 1967 durch Willi Peter nach Plan von Ernst Karl Rößler |
| 1870 | Spielberg (Brachttal)   | Ev. Kirche                        |      | I/P     | 10       | 2006 von Andreas Schmidt restauriert und rekonstruiert |
| 1876 | Gelnhausen              | Marienkirche                      |      | III/P   | 31       | 1966–1967 durch Neubau von Bernard Schmidt unter weitgehender Beibehaltung des Prospekts ersetzt. 2018 erneuter Ersatz des Orgelwerks durch Claudius Winterhalter im bestehenden Ratzmann-Gehäuse.      |
| 1877 | Frankfurt-Berkersheim   | Michaeliskirche                   |      | I/P     | 13       | Ratzmann bot der Gemeinde einen bereits fertiggestellten Neubau an |
| 1878 | Frankfurt-Fechenheim    | Melanchthonkirche                 |      | II/P    | 21       | 1963, 1968 und 1983 verändert und ergänzt |

### Dritte Generation (um 1870 bis 1921)

#### Jean Ratzmann
| Jahr | Ort                | Kirche              | Bild | Manuale | Register | Bemerkungen |
| ---- | ------------------ | ------------------- | ---- | ------- | -------- | --- |
| 1870 | Waldalgesheim      | St. Dionysius       |      | II/P    | 21       | Nur einige Register erhalten; 1957 von Späth hinter neuem Gehäuse eingreifend umgebaut (Foto) |
| 1872 | Ostheim (Nidderau) | Evangelische Kirche |      | II/P    | 15       | spätklassizistischer, fünfachsiger Prospekt mit drei Rundbogenfeldern und Dreiecksgiebeln, dazwischen zwei schmale Felder, die sich an das überhöhte Mittelfeld anschmiegen; 1970 durch Stehle Orgelbau ersetzt |
| 1873 | Ober-Ofleiden      | St. Martin          |      | II/P    | 12       | Ratzmann musste dreimal um Aufschub bitten; Orgel wurde 1973 ersetzt (Günter Hardt, I/P/6) |

#### Gebr. Ratzmann
| Jahr | Ort                    | Kirche                                                      | Bild | Manuale | Register | Bemerkungen |
| ---- | ---------------------- | ----------------------------------------------------------- | ---- | ------- | -------- | --- |
| 1880 | Aufenau                | Marienkirche                                                |      | II/P    | 12       | Zum großen Teil erhalten |
| 1880 | Lorch (Rheingau)       | St. Martin                                                  |      | II/P    | 20       | Ungewöhnliche Verteilung der Registerzüge. 1984 umfassend renoviert bzw. neu gebaut und erweitert durch die Orgelbaufirma Fischer + Krämer, unter Beibehaltung des Gehäuses und fast aller Register.                                                                        |
| 1881 | Rauischholzhausen      | Evangelische Kirche                                         |      | II/P    | 10       | mechanische Kegelladen; mit Ausnahme der Prospektpfeifen vollständig erhalten |
| 1881 | Sinntal-Züntersbach    | Ev. Kirche                                                  |      | I/6     | 6        | |
| 1883 | Bommersheim            | St. Aureus                                                  |      | II/P    | 13       | Mit Kegelladen |
| 1885 | Neuhof (bei Fulda)     | Ev. Kirche                                                  |      | I/P     | 6        | |
| 1885 | Hammersbach-Marköbel   | Ev. Kirche                                                  |      | II/P    | 13       | Im 20. Jh. neobarock umdisponiert, 2001 von Werner Bosch Orgelbau ursprüngliche Disposition wiederhergestellt |
| 1885 | Schlüchtern            | Andachtssaal / Aula der Aufbauschule im Kloster Schlüchtern |      | II/P    | 10       | 1958 Umdisponierung durch Alban Späth; 1968 Neubau unter Verwendung alter Register durch Hey Orgelbau. |
| 1886 | Frankfurt-Seckbach     | Marienkirche                                                |      | II/P    | 16       | |
| 1887 | Steinau-Hintersteinau  | Ev. Kirche                                                  |      | II/P    | 11       | 1965 Umbau durch Bernhard Schmidt |
| 1887 | Steinau-Marjoß         | Maria-Magdalenen Kirche                                     |      | I/P     | 7        | |
| 1890 | Biebergemünd-Bieber    | Laurentiuskirche                                            |      | II/P    | 10       | Weitgehend erhalten, 2017/2018 Restaurierung durch Andreas Schmidt |
| 1890 | Schlüchtern-Ramholz    | Ev. Kirche                                                  |      | II/P    | 14       | 1967 Umbau durch Willi Peter nach Plan von Ernst Karl Rößler. |
| 1893 | Gonsenheim             | Ev. Kirche                                                  |      | I/P     | 9        | Ohne Aliquoten und gemischte Stimmen |
| 1895 | Roßdorf                | Mariae Geburt und Johannes der Täufer                       |      | II/P    | 12       | |
| 1895 | Schröck (Marburg)      | St. Michael und St. Elisabeth                               |      | II/P    | 11       | Weitgehend erhalten |
| 1896 | Schlüchtern-Hutten     | ev. Kirche                                                  |      | I/P     | 9        | 1953 zunächst Umbau durch Fa. Walcker, 1973 dann Neubau mit lediglich 6 Registern durch Bernhard Schmidt unter Verwendung alter Register. Beides nach Plan von Ernst Karl Rößler.                                                                                           |
| 1898 | Schönstadt             | Martinskirche                                               |      | II/P    | 10       | erhalten |
| 1898 | Schlüchtern-Elm        | Ev. Kirche                                                  |      | II/P    | 9        | Gehäuse in Originalform erhalten, nach Umbau 1962 durch H. Voigt (Frankfurt-Höchst) und 1983 durch Willi Peter (Köln) nur noch wenige Originalregister vorhanden. |
| 1903 | Schlüchtern            | Stadtkirche St. Michael                                     |      | II/P    | 21       | Orgel nicht erhalten, Register teils bei Neubau 1970 verwendet. Diese Willi-Peter-Orgel befindet sich heute in der NAK Magdeburg-Süd. |
| 1905 | Altenmittlau           | St. Markus                                                  |      | II/P    | 19       | Weitgehend erhalten; mit Kegelladen mit pneumatischer Spiel- und Registertraktur, neugotischer Prospekt; 2002 Rekonstruktion der verlorenen Register durch Orgelbau Weiß |
| 1905 | Sinntal-Altengronau    | Christi-Himmelfahrt-Kirche (Altengronau)                    |      | II/P    | 11       | Ursprünglich erbaut 1737; Neubau 1905 unter Erhalt des barocken Gehäuses. |
| 1906 | Sinntal-Neuengronau    | ev. Kirche                                                  |      | I/P     | 7        | 1970 Umbau durch Otto Hoffmann |
| 1906 | Hanau-Kesselstadt      | Ev. Friedenskirche                                          |      | II/P    | 22       | Neubau hinter Prospekt von Johann Georg Zinck, der seitlich erweitert wurde; Prospekt und großer Teil der Register erhalten |
| 1909 | Frankfurt-Eschersheim  | Emmauskirche                                                |      | I/P     | 8        | 1953, 1960 und 1991 umgebaut und erweitert |
| 1909 | Schlüchtern-Gundhelm   | ev. Kirche                                                  |      | II/P    | 10       | Bis auf den Einbau eines elektr. Gebläses in Originalzustand erhalten. |
| 1910 | Sinntal-Jossa          | ev. Kirche                                                  |      | I/P     | 7        | |
| 1910 | Biebergemünd-Bieber    | Untere Kirche                                               |      | I/P     | 5        | Neubau hinter historischem Prospekt (Johann Conrad Bürgy); 1967 Erweiterungsumbau durch Bernhard Schmidt auf II/P/11; 2003 Neubau durch Andreas Schmidt (II/P/14) mit neuem Prospekt unter Einbeziehung von 6 Ratzmann-Registern; Schnitzwerk in Eigenleistung der Gemeinde |
| 1912 | Schlüchtern-Niederzell | Petrus-Lotichius-Kirche                                     |      | II/P    | 8        | Orgel in dieser Form nicht erhalten; 1998 Neubau durch Werner Bosch in altem Gehäuse unter Verwendung alter Register. Letztes Werk unter Wilhelm Ratzmann |
| 1913 | Salmünster             | Versöhnungskirche                                           |      | II/P    | 11       | Originalzustand; Überholung und Restauration durch die Orgelbauwerkstatt Rotenburg in 1992 sowie Orgelbau Lenter in 2022 |

## CD-Aufnahmen
- Historische Orgeln in Hessen: Ratzmann-Orgeln in Altenmittlau, Aufenau, Roßdorf, Schönstadt. Hessischer Rundfunk. 2006 (Hans-Jürgen Kaiser spielt Werke von F. Mendelssohn, J. Brahms, M. Karg-Elert, M. Reger)
- Reise durch Europas Romantik. 2010. Klaus Uwe Ludwig in Niedergründau spielt Werke von J. Brahms, N.W. Gade, A. Guilmant, A. Alain, E. Grieg, C.V. Stanford, M.E. Bossi, Z. Gardonyi, F. Schmidt und S. Karg-Elert